# Joerg Stadler
Joerg Stadler (* 1. Januar 1961 in der DDR) ist ein deutscher Schauspieler.

## Filmografie (Auswahl)
- 1990: Der Spitzel
- 1993: Stalag Luft (Fernsehfilm)
- 1994: Backbeat
- 1998: Der Soldat James Ryan (Saving Private Ryan)
- 1998: Auf immer und ewig (Ever After: A Cinderella Story)
- 2000: Hotel Splendide
- 2000: The Dreamer
- 2001: Spy Game – Der finale Countdown (Spy Game)
- 2001: Der vierte Engel (The Fourth Angel)
- 2002: Dealer’s Day (Kurzfilm)
- 2002: Mrs Meitlemeihr (Kurzfilm)
- 2004: Ecce Homo (Kurzfilm)
- 2005: Revolver
- 2007: Hannibal Rising – Wie alles begann (Hannibal Rising)
- 2009: Harry Potter und der Halbblutprinz (Harry Potter and the Half-Blood Prince)
- 2010: The Horror of the Dolls
- 2011: Companion (Kurzfilm)
- 2011: Shifter (Kurzfilm)
- 2012: Fifth Column (Kurzfilm)
- 2012: Lazarus Rising (Kurzfilm)
- 2013: How to Become a Criminal Mastermind
- 2021: Rosamunde Pilcher: Im siebten Himmel (Fernsehreihe)